# Pallacanestro Olimpia Milano 1994-1995
Questa voce raccoglie le informazioni riguardanti la Pallacanestro Olimpia Milano nelle competizioni ufficiali della stagione 1994-1995.

## Stagione

Davide Pessina, alla sua quinta e ultima stagione a Milano.

Nell’estate 1994 la società passa di mano e viene acquistata da Giuseppe "Bepi" Stefanel, fino ad allora proprietario della squadra di Trieste. Il nuovo patron porta con sé anche una parte consistente dei quadri tecnici che avevano permesso a Trieste di arrivare alle semifinali play-off la stagione precedente: dal tecnico Bogdan Tanjević ai giocatori: Dejan Bodiroga, Gregor Fučka, Ferdinando Gentile, Davide Cantarello, Alessandro De Pol.
L’Olimpia, sponsorizzata Stefanel, disputa il campionato di Serie A1 terminando al quarto posto nella regular season (20 partite vinte su 32); disputa il 18 gennaio 1995 una partita contro la nazionale italiana, vinta 94 a 86, per celebrare l'addio al basket giocato da parte di Meneghin e D'Antoni. Nei play-off elimina nei quarti la Cagiva Varese (2/1) ma viene fermata in semifinale dalla Buckler Bologna (2/3) che poi vince il titolo.
In Coppa Italia l’Olimpia arriva alle final four che si tengono il 2 e 3 marzo 1995 a Casalecchio di Reno; viene battuta in semifinale dalla Benetton Treviso e poi vince la finale per il 3º posto battendo la Scavolini Pesaro.
In Coppa Korać la squadra milanese arriva fino alle finali: dopo aver impattato la partita d’andata disputata al Forum perde il 15 marzo 1995 la partita di ritorno disputata a casa dell’Alba Berlino, che vince così il titolo.

## Maglie
Il fornitore ufficiale del materiale tecnico per la stagione 1994-1995 è stata Kronos.

## Roster
| Stefanel Milano 1994-95 | Stefanel Milano 1994-95 |
| Giocatori               | Staff tecnico           |
| ----------------------- | ----------------------- |

| N. | Naz.                                     | Ruolo | Nome                   | Anno | Alt.   | Peso   |  |
| -- | ---------------------------------------- | ----- | ---------------------- | ---- | ------ | ------ |  |
| 5  | Italia (bandiera)                        | P     | Ferdinando Gentile (C) | 1967 | 190 cm | 85 kg  |  |
| 4  | Jugoslavia (bandiera)                    | AP    | Dejan Bodiroga         | 1973 | 205 cm | 100 kg |  |
| 6  | Italia (bandiera)                        | G     | Flavio Portaluppi      | 1971 | 188 cm | 88 kg  |  |
| 7  | Slovenia (bandiera) · Italia (bandiera)  | AC    | Gregor Fučka           | 1971 | 215 cm | 98 kg  |  |
| 9  | Italia (bandiera)                        | A     | Alessandro De Pol      | 1972 | 204 cm | 105 kg |  |
| 10 | Argentina (bandiera) · Italia (bandiera) | GA    | Hugo Sconochini        | 1971 | 194 cm | 98 kg  |  |
| 11 | Italia (bandiera)                        | C     | Paolo Alberti          | 1972 | 205 cm | 106 kg |  |
| 13 | Italia (bandiera)                        | AC    | Davide Pessina         | 1968 | 206 cm | 106 kg |  |
| 12 | Stati Uniti (bandiera)                   | C     | Ed Stokes              | 1971 | 212 cm | 112 kg |  |
| 12 | Stati Uniti (bandiera)                   | C     | Walter Palmer          | 1968 | 216 cm | 100 kg |  |
| 14 | Italia (bandiera)                        | C     | Davide Cantarello      | 1968 | 214 cm | 108 kg |  |
|    | Stati Uniti (bandiera)                   | C     | Alec Kessler           | 1967 | 211 cm | 104 kg |  |

| Allenatore                                                                 |
| - Bogdan Tanjević                                                          |
| Assistente/i                                                               |
| - Marco Crespi Legenda - (C) Capitano - (IN) Inattivo - Infortunato Roster |

## Mercato
Si ritira definitivamente Dino Meneghin, Djordjevic passa alla Fortitudo Bologna, Riva a Pesaro, Ambrassa a Roma mentre Tabak inizia la sua carriera in NBA. Oltre ai giocatori provenienti da Trieste l’Olimpia ingaggia il centro americano Ed Stokes che però si infortuna gravemente il 16 ottobre 1994 contro la Filodoro Bologna costringendo la società a sostituirlo con un altro americano, Alec Kessler che esordisce il 26 novembre contro La Buckler Bologna senza convincere tanto che dopo tre partite torna in america per essere sostituito a gennaio 1995 dal centro americano Walter Scott Palmer.

### Sessione estiva
| Acquisti | Acquisti           | Acquisti      | Acquisti   | Acquisti |
| R.       | Nome               | da            | Modalità   |          |
| -------- | ------------------ | ------------- | ---------- | -------- |
| AP       | Dejan Bodiroga     | Pall. Trieste | svincolato |          |
| P]       | Ferdinando Gentile | Pall. Trieste | svincolato |          |
| C        | Davide Cantarello  | Pall. Trieste | svincolato |          |
| AG       | Alessandro De Pol  | Pall. Trieste | svincolato |          |
| C        | Gregor Fučka       | Pall. Trieste | svincolato |          |
| C        | Ed Stokes          | Paniōnios     | svincolato |          |

| Cessioni | Cessioni            | Cessioni          | Cessioni       | Cessioni |
| R.       | Nome                | a                 | Modalità       |          |
| -------- | ------------------- | ----------------- | -------------- | -------- |
| G        | Fabrizio Ambrassa   | Virtus Roma       | fine contratto |          |
| P        | Aleksandar Đorđević | Fortitudo Bologna | fine contratto |          |
| C        | Dino Meneghin       |                   | ritiro         |          |
| G        | Antonello Riva      | V.L. Pesaro       | fine contratto |          |
| C        | Žan Tabak           | Houston Rockets   | fine contratto |          |
| C        | Alton Lister        | Milwaukee Bucks   | fine contratto |          |

### Dopo l'inizio della stagione
| Acquisti | Acquisti      | Acquisti   | Acquisti      | Acquisti   |
| R.       | Nome          | da         | Data          | Modalità   |
| -------- | ------------- | ---------- | ------------- | ---------- |
| C        | Alec Kessler  | Free agent | novembre 1994 | svincolato |
| C        | Walter Palmer | Free agent | gennaio 1995  |            |

| Cessioni | Cessioni     | Cessioni   | Cessioni      | Cessioni    |
| R.       | Nome         | a          | Data          | Modalità    |
| -------- | ------------ | ---------- | ------------- | ----------- |
| C        | Ed Stokes    | Free agent | novembre 1994 | rescissione |
| C        | Alec Kessler | Free agent | dicembre 1994 | rescissione |

## Risultati

### Serie A

#### Stagione regolare

##### Girone d'andata
| Siena 18 settembre 1994 1ª giornata        | Mens Sana Siena | 78 – 100 referto | Olimpia Milano | PalaEstra |
| Cesare Pancotto Allenatori Bogdan Tanjević |                 |                  |                |           |
|                                            |                 |                  |                |           |
| Cesare Pancotto                            | Allenatori      | Bogdan Tanjević  |                |           |

| Milano 22 settembre 1994 2ª giornata        | Olimpia Milano | 98 – 75 referto  | Montecatini S.C. | Palalido |
| Bogdan Tanjević Allenatori Marcello Billeri |                |                  |                  |          |
|                                             |                |                  |                  |          |
| Bogdan Tanjević                             | Allenatori     | Marcello Billeri |                  |          |

| Villorba 25 settembre 1994 3ª giornata   | Pall. Treviso | 70 – 72 referto | Olimpia Milano | PalaVerde |
| Mike D'Antoni Allenatori Bogdan Tanjević |               |                 |                |           |
|                                          |               |                 |                |           |
| Mike D'Antoni                            | Allenatori    | Bogdan Tanjević |                |           |

| Milano 2 ottobre 1994 4ª giornata            | Olimpia Milano | 104 – 98 referto  | V.L. Pesaro | Palalido |
| Bogdan Tanjević Allenatori Valerio Bianchini |                |                   |             |          |
|                                              |                |                   |             |          |
| Bogdan Tanjević                              | Allenatori     | Valerio Bianchini |             |          |

| Reggio Emilia 9 ottobre 1994 5ª giornata  | Pall. Reggiana | 86 – 97 referto | Olimpia Milano | PalaBigi |
| Zare Markovski Allenatori Bogdan Tanjević |                |                 |                |          |
|                                           |                |                 |                |          |
| Zare Markovski                            | Allenatori     | Bogdan Tanjević |                |          |

| Milano 11 ottobre 1994 6ª giornata           | Olimpia Milano | 83 – 77 referto   | Pall. Trieste | Palalido |
| Bogdan Tanjević Allenatori Virginio Bernardi |                |                   |               |          |
|                                              |                |                   |               |          |
| Bogdan Tanjević                              | Allenatori     | Virginio Bernardi |               |          |

| Verona 13 ottobre 1994 7ª giornata            | Scaligera  | 78 – 76 referto | Olimpia Milano | PalaOlimpia |
| Franco Marcelletti Allenatori Bogdan Tanjević |            |                 |                |             |
|                                               |            |                 |                |             |
| Franco Marcelletti                            | Allenatori | Bogdan Tanjević |                |             |

| Bologna 16 ottobre 1994 8ª giornata        | Fortitudo Bologna | 81 – 72 referto | Olimpia Milano | PalaDozza |
| Sergio Scariolo Allenatori Bogdan Tanjević |                   |                 |                |           |
|                                            |                   |                 |                |           |
| Sergio Scariolo                            | Allenatori        | Bogdan Tanjević |                |           |

| Milano 22 ottobre 1994 9ª giornata         | Olimpia Milano | 99 – 82 referto | Pall. Varese | Palalido |
| Bogdan Tanjević Allenatori Edoardo Rusconi |                |                 |              |          |
|                                            |                |                 |              |          |
| Bogdan Tanjević                            | Allenatori     | Edoardo Rusconi |              |          |

| Roma 29 ottobre 1994 10ª giornata       | Virtus Roma | 92 – 80 referto | Olimpia Milano | Palazzo dello Sport |
| Attilio Caja Allenatori Bogdan Tanjević |             |                 |                |                     |
|                                         |             |                 |                |                     |
| Attilio Caja                            | Allenatori  | Bogdan Tanjević |                |                     |

| Milano 6 novembre 1994 11ª giornata        | Olimpia Milano | 90 – 79 referto | Viola R. Calabria | Palalido |
| Bogdan Tanjević Allenatori Carlo Recalcati |                |                 |                   |          |
|                                            |                |                 |                   |          |
| Bogdan Tanjević                            | Allenatori     | Carlo Recalcati |                   |          |

| Pistoia 20 novembre 1994 12ª giornata      | Olimpia Pistoia | 91 – 80 referto | Olimpia Milano | PalaCarrara |
| Giovanni Papini Allenatori Bogdan Tanjević |                 |                 |                |             |
|                                            |                 |                 |                |             |
| Giovanni Papini                            | Allenatori      | Bogdan Tanjević |                |             |

| Milano 26 novembre 1994 13ª giornata     | Olimpia Milano | 73 – 94 referto | Virtus Bologna | Palalido |
| Bogdan Tanjević Allenatori Alberto Bucci |                |                 |                |          |
|                                          |                |                 |                |          |
| Bogdan Tanjević                          | Allenatori     | Alberto Bucci   |                |          |

##### Girone di ritorno
| Milano 4 dicembre 1994 14ª giornata        | Olimpia Milano | 84 – 68 referto | Mens Sana Siena | Palalido |
| Bogdan Tanjević Allenatori Cesare Pancotto |                |                 |                 |          |
|                                            |                |                 |                 |          |
| Bogdan Tanjević                            | Allenatori     | Cesare Pancotto |                 |          |

| Montecatini 11 dicembre 1994 15ª giornata | Montecatini S.C. | 87 – 91 referto | Olimpia Milano | PalaTerme |
| Antonio Zorzi Allenatori Bogdan Tanjević  |                  |                 |                |           |
|                                           |                  |                 |                |           |
| Antonio Zorzi                             | Allenatori       | Bogdan Tanjević |                |           |

| Milano 18 dicembre 1994 16ª giornata     | Olimpia Milano | 81 – 73 referto | Pall. Treviso | Palalido |
| Bogdan Tanjević Allenatori Mike D'Antoni |                |                 |               |          |
|                                          |                |                 |               |          |
| Bogdan Tanjević                          | Allenatori     | Mike D'Antoni   |               |          |

| Pesaro 22 dicembre 1994 17ª giornata         | V.L. Pesaro | 99 – 90 referto | Olimpia Milano | Vitrifrigo Arena |
| Valerio Bianchini Allenatori Bogdan Tanjević |             |                 |                |                  |
|                                              |             |                 |                |                  |
| Valerio Bianchini                            | Allenatori  | Bogdan Tanjević |                |                  |

| Milano 1 gennaio 1995 18ª giornata        | Olimpia Milano | 102 – 84 referto | Pall. Reggiana | Palalido |
| Bogdan Tanjević Allenatori Zare Markovski |                |                  |                |          |
|                                           |                |                  |                |          |
| Bogdan Tanjević                           | Allenatori     | Zare Markovski   |                |          |

| Trieste 8 gennaio 1995 19ª giornata            | Pall. Trieste | 66 – 90 referto | Olimpia Milano | PalaTrieste |
| Virginio Bernardini Allenatori Bogdan Tanjević |               |                 |                |             |
|                                                |               |                 |                |             |
| Virginio Bernardini                            | Allenatori    | Bogdan Tanjević |                |             |

| Milano 14 gennaio 1995 20ª giornata           | Olimpia Milano | 94 – 63 referto    | Scaligera | Palalido |
| Bogdan Tanjević Allenatori Franco Marcelletti |                |                    |           |          |
|                                               |                |                    |           |          |
| Bogdan Tanjević                               | Allenatori     | Franco Marcelletti |           |          |

| Milano 22 gennaio 1995 21ª giornata        | Olimpia Milano | 90 – 92 referto | Fortitudo Bologna | Palalido |
| Bogdan Tanjević Allenatori Sergio Scariolo |                |                 |                   |          |
|                                            |                |                 |                   |          |
| Bogdan Tanjević                            | Allenatori     | Sergio Scariolo |                   |          |

| Varese 29 gennaio 1995 22ª giornata        | Pall. Varese | 78 – 72 referto | Olimpia Milano | Palasport Lino Oldrini |
| Edoardo Rusconi Allenatori Bogdan Tanjević |              |                 |                |                        |
|                                            |              |                 |                |                        |
| Edoardo Rusconi                            | Allenatori   | Bogdan Tanjević |                |                        |

| Reggio Calabria 12 febbraio 1995 23ª giornata | Viola R. Calabria | 80 – 82 referto | Olimpia Milano | PalaCalafiore |
| Carlo Recalcati Allenatori Bogdan Tanjević    |                   |                 |                |               |
|                                               |                   |                 |                |               |
| Carlo Recalcati                               | Allenatori        | Bogdan Tanjević |                |               |

| Milano 18 febbraio 1995 24ª giornata       | Olimpia Milano | 78 – 76 referto | Olimpia Pistoia | Palalido |
| Bogdan Tanjević Allenatori Giovanni Papini |                |                 |                 |          |
|                                            |                |                 |                 |          |
| Bogdan Tanjević                            | Allenatori     | Giovanni Papini |                 |          |

| Casalecchio di Reno 26 febbraio 1995 25ª giornata | Virtus Bologna | 89 – 78 referto | Olimpia Milano | Unipol Arena |
| Alberto Bucci Allenatori Bogdan Tanjević          |                |                 |                |              |
|                                                   |                |                 |                |              |
| Alberto Bucci                                     | Allenatori     | Bogdan Tanjević |                |              |

| Milano 5 marzo 1995 26ª giornata        | Olimpia Milano | 108 – 92 referto | Virtus Roma | Palalido |
| Bogdan Tanjević Allenatori Attilio Caja |                |                  |             |          |
|                                         |                |                  |             |          |
| Bogdan Tanjević                         | Allenatori     | Attilio Caja     |             |          |

##### Seconda fase
| Milano 12 marzo 1995 27ª giornata             | Olimpia Milano | 98 – 74 referto    | Scaligera | Palalido |
| Bogdan Tanjević Allenatori Franco Marcelletti |                |                    |           |          |
|                                               |                |                    |           |          |
| Bogdan Tanjević                               | Allenatori     | Franco Marcelletti |           |          |

| Bologna 18 marzo 1995 28ª giornata         | Fortitudo Bologna | 90 – 74 referto | Olimpia Milano | PalaDozza |
| Sergio Scariolo Allenatori Bogdan Tanjević |                   |                 |                |           |
|                                            |                   |                 |                |           |
| Sergio Scariolo                            | Allenatori        | Bogdan Tanjević |                |           |

| Varese 23 marzo 1995 29ª giornata          | Pall. Varese | 72 – 74 referto | Olimpia Milano | Palasport Lino Oldrini |
| Edoardo Rusconi Allenatori Bogdan Tanjević |              |                 |                |                        |
|                                            |              |                 |                |                        |
| Edoardo Rusconi                            | Allenatori   | Bogdan Tanjević |                |                        |

| Milano 26 marzo 1995 30ª giornata       | Olimpia Milano | 78 – 72 referto | Virtus Roma | Palalido |
| Bogdan Tanjević Allenatori Attilio Caja |                |                 |             |          |
|                                         |                |                 |             |          |
| Bogdan Tanjević                         | Allenatori     | Attilio Caja    |             |          |

| Pesaro 30 marzo 1995 31ª giornata            | V.L. Pesaro | 96 – 82 referto | Olimpia Milano | Vitrifrigo Arena |
| Valerio Bianchini Allenatori Bogdan Tanjević |             |                 |                |                  |
|                                              |             |                 |                |                  |
| Valerio Bianchini                            | Allenatori  | Bogdan Tanjević |                |                  |

| Milano 2 aprile 1995 32ª giornata        | Olimpia Milano | 96 – 97 referto | Pall. Treviso | Palalido |
| Bogdan Tanjević Allenatori Mike D'Antoni |                |                 |               |          |
|                                          |                |                 |               |          |
| Bogdan Tanjević                          | Allenatori     | Mike D'Antoni   |               |          |

#### Play-off

##### Quarti di finale
| Milano 12 aprile 1995 Gara 1               | Olimpia Milano | 80 – 73 referto | Pall. Varese | Palalido |
| Bogdan Tanjević Allenatori Edoardo Rusconi |                |                 |              |          |
|                                            |                |                 |              |          |
| Bogdan Tanjević                            | Allenatori     | Edoardo Rusconi |              |          |

| Varese 15 aprile 1995 Gara 5               | Pall. Varese | 84 – 80 referto | Olimpia Milano | Palasport Lino Oldrini |
| Edoardo Rusconi Allenatori Bogdan Tanjević |              |                 |                |                        |
|                                            |              |                 |                |                        |
| Edoardo Rusconi                            | Allenatori   | Bogdan Tanjević |                |                        |

| Milano 20 aprile 1995 Gara 3               | Olimpia Milano | 98 – 88 referto | Pall. Varese | Palalido |
| Bogdan Tanjević Allenatori Edoardo Rusconi |                |                 |              |          |
|                                            |                |                 |              |          |
| Bogdan Tanjević                            | Allenatori     | Edoardo Rusconi |              |          |

##### Semifinale
| Casalecchio di Reno 23 aprile 1995 Gara 1 | Virtus Bologna | 93 – 80 referto | Olimpia Milano | Unipol Arena |
| Alberto Bucci Allenatori Bogdan Tanjević  |                |                 |                |              |
|                                           |                |                 |                |              |
| Alberto Bucci                             | Allenatori     | Bogdan Tanjević |                |              |

| Assago 25 aprile 1995 Gara 2             | Olimpia Milano | 76 – 59 referto | Virtus Bologna | Forum di Milano |
| Bogdan Tanjević Allenatori Alberto Bucci |                |                 |                |                 |
|                                          |                |                 |                |                 |
| Bogdan Tanjević                          | Allenatori     | Alberto Bucci   |                |                 |

| Casalecchio di Reno 28 aprile 1995 Gara 3 | Virtus Bologna | 90 – 78 referto | Olimpia Milano | Unipol Arena |
| Alberto Bucci Allenatori Bogdan Tanjević  |                |                 |                |              |
|                                           |                |                 |                |              |
| Alberto Bucci                             | Allenatori     | Bogdan Tanjević |                |              |

| Assago 30 aprile 1995 Gara 4             | Olimpia Milano | 96 – 71 referto | Virtus Bologna | Forum di Milano |
| Bogdan Tanjević Allenatori Alberto Bucci |                |                 |                |                 |
|                                          |                |                 |                |                 |
| Bogdan Tanjević                          | Allenatori     | Alberto Bucci   |                |                 |

| Casalecchio di Reno 3 maggio 1995 Gara 5 | Virtus Bologna | 87 – 79 referto | Olimpia Milano | Unipol Arena |
| Alberto Bucci Allenatori Bogdan Tanjević |                |                 |                |              |
|                                          |                |                 |                |              |
| Alberto Bucci                            | Allenatori     | Bogdan Tanjević |                |              |

### Coppa Korać

#### Turno preliminare
| Arbitri: | Ilkka Weijo Jörgen Travis |

|               |            |                 |
| Jaak Salumets | Allenatori | Bogdan Tanjević |

| Arbitri: | Juan Requena Pierre-André Badoux |

|                 |            |               |
| Bogdan Tanjević | Allenatori | Jaak Salumets |

#### Fase a gironi
| Arbitri: | Trevor Pountain Erwin De Buck |

|               |            |                 |
| Manolo Flores | Allenatori | Bogdan Tanjević |

| Arbitri: | Tomislav Jovancic Plamen Simeonov |

|               |            |                 |
| Kostas Missas | Allenatori | Bogdan Tanjević |

| Arbitri: | Juan Requena Peter Poiger |

|                 |            |             |
| Bogdan Tanjević | Allenatori | Israele Lev |

| Arbitri: | Bruno Gasperin Leonidas Spiridonos |

|                 |            |               |
| Bogdan Tanjević | Allenatori | Manolo Flores |

| Arbitri: | Goran Radonjic Petr Sudek |

|                 |            |               |
| Bogdan Tanjević | Allenatori | Kostas Missas |

| Arbitri: | Necip Kapanli Kamen Toshev |

|             |            |                 |
| Israele Lev | Allenatori | Bogdan Tanjević |

#### Fase a eliminazione diretta
| Arbitri: | Krzysztof Koralewski Mateo Ramos |

|                 |            |               |
| Bogdan Tanjević | Allenatori | Dušan Ivković |

| Arbitri: | Danko Radic Pascal Dorizon |

|               |            |                 |
| Dušan Ivković | Allenatori | Bogdan Tanjević |

| Arbitri: | Vicente Sanchis Peter George |

|              |            |                 |
| Michel Gomez | Allenatori | Bogdan Tanjević |

| Arbitri: | Reuven Virovnik Konstantinos Koromilas |

|                 |            |              |
| Bogdan Tanjević | Allenatori | Michel Gomez |

| Arbitri: | Miguel Betancor Armand De Keyser |

|                 |            |                 |
| Bogdan Tanjević | Allenatori | Svetislav Pešić |

| Arbitri: | Alan Richardson Konstantinos Koromilas |

|                 |            |                 |
| Svetislav Pešić | Allenatori | Bogdan Tanjević |

### Coppa Italia
| Milano 1 settembre 1994 Sedicesimi di finale - Andata | Aresium    | 82 – 96         | Olimpia Milano |  |
| Fabrizio Frates Allenatori Bogdan Tanjević            |            |                 |                |  |
|                                                       |            |                 |                |  |
| Fabrizio Frates                                       | Allenatori | Bogdan Tanjević |                |  |

| Milano 4 settembre 1994 Sedicesimi di finale - Ritorno | Olimpia Milano | 104 – 78        | Aresium | Palalido |
| Bogdan Tanjević Allenatori Fabrizio Frates             |                |                 |         |          |
|                                                        |                |                 |         |          |
| Bogdan Tanjević                                        | Allenatori     | Fabrizio Frates |         |          |

| Roma 6 settembre 1994 Ottavi di finale - Andata | Virtus Roma | 90 – 90         | Olimpia Milano | Palazzo dello Sport |
| Attilio Caja Allenatori Bogdan Tanjević         |             |                 |                |                     |
|                                                 |             |                 |                |                     |
| Attilio Caja                                    | Allenatori  | Bogdan Tanjević |                |                     |

| Milano 8 settembre 1994 Ottavi di finale - Ritorno | Olimpia Milano | 79 – 63      | Virtus Roma | Palalido |
| Bogdan Tanjević Allenatori Attilio Caja            |                |              |             |          |
|                                                    |                |              |             |          |
| Bogdan Tanjević                                    | Allenatori     | Attilio Caja |             |          |

| Milano 11 settembre 1994 Quarti di finale - Andata | Olimpia Milano | 87 – 75            | Scaligera | Palalido |
| Bogdan Tanjević Allenatori Franco Marcelletti      |                |                    |           |          |
|                                                    |                |                    |           |          |
| Bogdan Tanjević                                    | Allenatori     | Franco Marcelletti |           |          |

| Verona 15 settembre 1994 Quarti di finale - Ritorno | Scaligera  | 82 – 73         | Olimpia Milano | PalaOlimpia |
| Franco Marcelletti Allenatori Bogdan Tanjević       |            |                 |                |             |
|                                                     |            |                 |                |             |
| Franco Marcelletti                                  | Allenatori | Bogdan Tanjević |                |             |

| Casalecchio di Reno 2 marzo 1995 Semifinale | Pall. Treviso | 89 – 82         | Olimpia Milano | Unipol Arena |
| Mike D'Antoni Allenatori Bogdan Tanjević    |               |                 |                |              |
|                                             |               |                 |                |              |
| Mike D'Antoni                               | Allenatori    | Bogdan Tanjević |                |              |

| Casalecchio di Reno 3 marzo 1995 Finale 3º Posto | Olimpia Milano | 101 – 81      | V.L. Pesaro | Unipol Arena |
| Bogdan Tanjević Allenatori Mike D'Antoni         |                |               |             |              |
|                                                  |                |               |             |              |
| Bogdan Tanjević                                  | Allenatori     | Mike D'Antoni |             |              |